# Armandas Kučys
Armandas Kučys (Panevėžys, 27 febbraio 2003) è un calciatore lituano, attaccante del Celje e della nazionale lituana.

## Carriera

### Club
Dopo gli inizi in patria con le maglie di Panevėžys ed Ekranas, l'8 gennaio 2021 entra a far parte del settore giovanile degli svedesi del Kalmar.
Nel 2024 si trasferisce al Celje, club della prima divisione slovena.

### Nazionale
Ha giocato nelle nazionali giovanili lituane Under-17 ed Under-19.
Il 15 novembre 2021 debutta con la nazionale maggiore lituana in occasione di un'amichevole pareggiata 1-1 contro il Kuwait.

## Statistiche

### Presenze e reti nei club
Statistiche aggiornate al 23 marzo 2025.
| Stagione              | Squadra               | Campionato            | Campionato | Campionato | Coppe nazionali | Coppe nazionali | Coppe nazionali | Coppe continentali | Coppe continentali | Coppe continentali | Altre coppe | Altre coppe | Altre coppe | Totale | Totale |
| Stagione              | Squadra               | Comp                  | Pres       | Reti       | Comp            | Pres            | Reti            | Comp               | Pres               | Reti               | Comp        | Pres        | Reti        | Pres   | Reti   |
| --------------------- | --------------------- | --------------------- | ---------- | ---------- | --------------- | --------------- | --------------- | ------------------ | ------------------ | ------------------ | ----------- | ----------- | ----------- | ------ | ------ |
| 2022                  | Oskarshamns AIK       | E                     | 12         | 1          | SC              | 0               | 0               | -                  | -                  | -                  | -           | -           | -           | 12     | 1      |
| 2023                  | Kauno Žalgiris        | AL                    | 16         | 3          | LT              | 2               | 1               | UECL               | 2                  | 0                  | -           | -           | -           | 20     | 4      |
| 2024                  | Kauno Žalgiris        | AL                    | 15         | 6          | LT              | 1               | 1               | -                  | -                  | -                  | -           | -           | -           | 16     | 7      |
| Totale Kauno Zalgiris | Totale Kauno Zalgiris | Totale Kauno Zalgiris | 31         | 9          |                 | 3               | 2               |                    | 2                  | 0                  |             | -           | -           | 36     | 11     |
| 2024-2025             | Celje                 | 1.SNL                 | 18         | 10         | CS              | 1               | 0               | UCL+UEL+UECL       | 4+2+8              | 0+0+8              | -           | -           | -           | 33     | 18     |
| Totale carriera       | Totale carriera       | Totale carriera       | 61         | 20         |                 | 4               | 2               |                    | 16                 | 8                  |             | -           | -           | 81     | 30     |

### Cronologia presenze e reti in nazionale
| Cronologia completa delle presenze e delle reti in nazionale ― Lituania | Cronologia completa delle presenze e delle reti in nazionale ― Lituania | Cronologia completa delle presenze e delle reti in nazionale ― Lituania | Cronologia completa delle presenze e delle reti in nazionale ― Lituania | Cronologia completa delle presenze e delle reti in nazionale ― Lituania | Cronologia completa delle presenze e delle reti in nazionale ― Lituania | Cronologia completa delle presenze e delle reti in nazionale ― Lituania | Cronologia completa delle presenze e delle reti in nazionale ― Lituania |
| Data                                                                    | Città                                                                   | In casa                                                                 | Risultato                                                               | Ospiti                                                                  | Competizione                                                            | Reti                                                                    | Note                                                                    |
| ----------------------------------------------------------------------- | ----------------------------------------------------------------------- | ----------------------------------------------------------------------- | ----------------------------------------------------------------------- | ----------------------------------------------------------------------- | ----------------------------------------------------------------------- | ----------------------------------------------------------------------- | ----------------------------------------------------------------------- |
| 15-11-2021                                                              | Vilnius                                                                 | Lituania                                                                | 1 – 1                                                                   | Kuwait                                                                  | Amichevole                                                              | -                                                                       | 80’ 85’                                                                 |
| 25-3-2022                                                               | Serravalle                                                              | San Marino                                                              | 1 – 2                                                                   | Lituania                                                                | Amichevole                                                              | -                                                                       | 62’                                                                     |
| 16-11-2022                                                              | Kaunas                                                                  | Lituania                                                                | 0 – 0 (5 – 6 dtr)                                                       | Islanda                                                                 | Coppa del Baltico 2022                                                  | -                                                                       | 71’                                                                     |
| 19-11-2022                                                              | Tallinn                                                                 | Estonia                                                                 | 2 – 0                                                                   | Lituania                                                                | Coppa del Baltico 2022                                                  | -                                                                       | 46’                                                                     |
| 20-6-2023                                                               | Budapest                                                                | Ungheria                                                                | 2 – 0                                                                   | Lituania                                                                | Qual. Euro 2024                                                         | -                                                                       | 78’                                                                     |
| 21-3-2024                                                               | Faro                                                                    | Gibilterra                                                              | 0 – 1                                                                   | Lituania                                                                | UEFA Nations League 2022-2023 - Playout                                 | 1                                                                       | 46’                                                                     |
| 26-3-2024                                                               | Kaunas                                                                  | Lituania                                                                | 1 – 0                                                                   | Gibilterra                                                              | UEFA Nations League 2022-2023 - Playout                                 | -                                                                       |                                                                         |
| 8-6-2024                                                                | Liepāja                                                                 | Lettonia                                                                | 0 – 2                                                                   | Lituania                                                                | Coppa del Baltico 2024                                                  | 1                                                                       | 76’                                                                     |
| 11-6-2024                                                               | Kaunas                                                                  | Lituania                                                                | 1 – 1 (3 – 4 dtr)                                                       | Estonia                                                                 | Coppa del Baltico 2024                                                  | -                                                                       | 64’                                                                     |
| 6-9-2024                                                                | Marijampolė                                                             | Lituania                                                                | 0 – 1                                                                   | Cipro                                                                   | UEFA Nations League 2024-2025 - 1º turno                                | -                                                                       |                                                                         |
| 9-9-2024                                                                | Bucarest                                                                | Romania                                                                 | 3 – 1                                                                   | Lituania                                                                | UEFA Nations League 2024-2025 - 1º turno                                | 1                                                                       | 65’                                                                     |
| 12-10-2024                                                              | Kaunas                                                                  | Lituania                                                                | 1 – 2                                                                   | Kosovo                                                                  | UEFA Nations League 2024-2025 - 1º turno                                | -                                                                       | 77’                                                                     |
| 15-10-2024                                                              | Kaunas                                                                  | Lituania                                                                | 1 – 2                                                                   | Romania                                                                 | UEFA Nations League 2024-2025 - 1º turno                                | 1                                                                       | 77’ 80’                                                                 |
| 21-3-2025                                                               | Varsavia                                                                | Polonia                                                                 | 1 – 0                                                                   | Lituania                                                                | Qual. Mondiali 2026                                                     | -                                                                       | 84’                                                                     |
| 24-3-2025                                                               | Kaunas                                                                  | Lituania                                                                | 2 – 2                                                                   | Finlandia                                                               | Qual. Mondiali 2026                                                     | 1                                                                       | 58’                                                                     |
| Totale                                                                  |                                                                         | Presenze                                                                | 15                                                                      |                                                                         | Reti                                                                    | 5                                                                       |                                                                         |

## Palmarès

### Club

#### Competizioni nazionali
- Coppa di Slovenia: 1

Celje: 2024-2025